# Ama, Aichi
Ama (あま市 Ama-shi) là thành phố thuộc tỉnh Aichi, Nhật Bản. Tính đén ngày 1 tháng 10 năm 2020, dân số ước tính thành phố là 86.126 người và mật độ dân số là 3.100 người/km2. Tổng diện tích thành phố là 27,49 km2.